# Twin Lakes (Californie)
Pour les articles homonymes, voir Twin Lakes.
Twin Lakes est une census-designated place du comté de Santa Cruz, dans l'État de Californie, aux États-Unis,. En 2020, elle compte une population de 4 944 habitants.